# 1383

## Esdeveniments
- 3 de novembre, Barcelona: S'acaben les obres de Santa Maria del Mar, amb la col·locació de l'última clau de volta.[1]
- El rei Pere III el Cerimoniós atorga els Reials Privilegis de les aigües dels Ullals de les Fonts de Paüls a la vila de Xerta.
- Corts de Montsó-Fraga

## Naixements
- Amadeu VIII de Savoia, a Chambèri
- Papa Eugeni IV, a Venècia
- 9 de novembre, Nicolau III d'Este, a Ferrara

## Necrològiques
- 2 de maig: Pere de Santamans, 9è President de la Generalitat de Catalunya.
- Galceran de Besora i de Cartellà, 7è President de la Generalitat de Catalunya